# Ai Yanhan
Ai Yanhan (chiń. 艾衍含; ur. 7 lutego 2002) – chińska pływaczka specjalizująca się w stylu dowolnym.
W 2016 roku na igrzyskach olimpijskich w Rio de Janeiro w konkurencji 200 m stylem dowolnym zajęła 11. miejsce, uzyskawszy w półfinale czas 1:57,41. Płynęła również w sztafecie kraulowej 4 × 200 m. Chinki w finale uplasowały się na czwartej pozycji.
Podczas mistrzostw świata w Budapeszcie zdobyła srebrny medal w sztafecie 4 × 200 m stylem dowolnym. Na dystansie 200 m kraulem uzyskała czas 1:56,80 i zajęła dziesiąte miejsce. W konkurencji 100 m stylem dowolnym uplasowała się na 18. pozycji (54,54).